# Обеншел о Боа
Обеншел о Боа (фр. Aubencheul-aux-Bois) насеље је и општина у североисточној Француској у региону Пикардија, у департману Ен (Пикардија) која припада префектури Сен Кентен.
По подацима из 2011. године у општини је живело 304 становника, а густина насељености је износила 144,08 становника/km². Општина се простире на површини од 2,11 km². Налази се на средњој надморској висини од 127 метара (максималној 139 m, а минималној 105 m).

## Демографија
| 1962. | 1968. | 1975. | 1982. | 1990. | 1999. | 2011. |
| ----- | ----- | ----- | ----- | ----- | ----- | ----- |
| 324   | 332   | 309   | 300   | 275   | 272   | 304   |

График промене броја становника у току последњих година